# Carl Rammelsberg

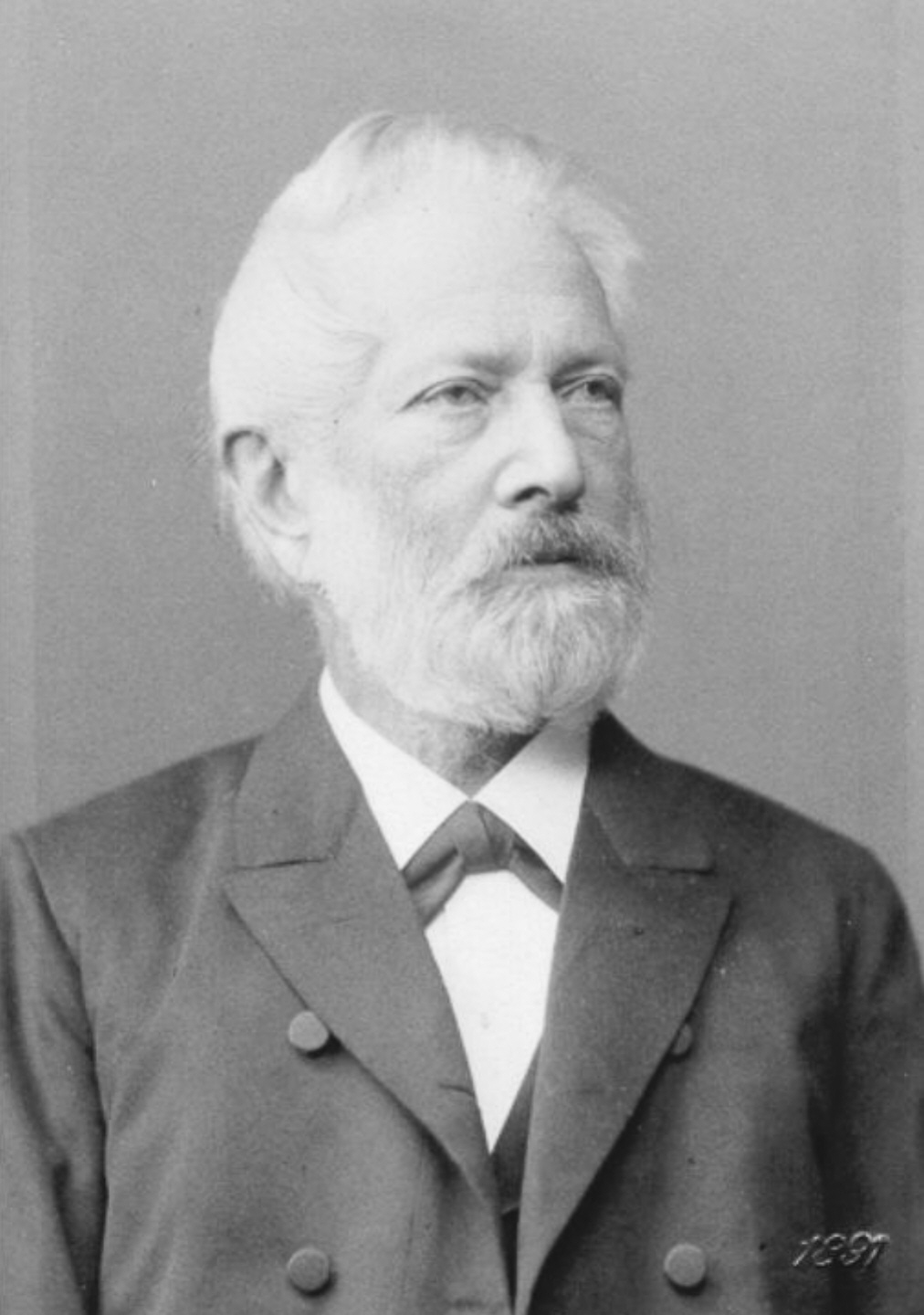
Carl Rammelsberg bei seiner Emeritierung 1891

Carl (Friedrich August) Rammelsberg (* 1. April 1813 in Berlin; † 28. Dezember 1899 in Groß-Lichterfelde) war ein deutscher Chemiker.

## Leben
Er widmete sich zuerst der Pharmazie, studierte von 1833 bis 1837 Naturwissenschaften, namentlich Chemie und Mineralogie an der Friedrich-Wilhelms-Universität Berlin. Nach seiner Promotion habilitierte er sich 1840 in Berlin. 1846 erhielt er eine Professur an der Universität. 1850 wurde er Lehrer der Chemie und Mineralogie am königlichen Gewerbeinstitut als Nachfolger von Adolf Baeyer und hielt daneben auch Vorlesungen an der Bergakademie Berlin.
1874 erhielt er die zweite ordentliche Professur (Anorganische Chemie) an der Friedrich-Wilhelms-Universität und plante 1881–1882 den Neubau des II. Chemischen Instituts in der Bunsenstraße. Bis 1891 war er dessen Vorstand. Sein Nachfolger wurde Hans Heinrich Landolt.
1855 wurde er Mitglied der Preußischen Akademie der Wissenschaften in Berlin und 1859 korrespondierendes Mitglied der Bayerischen Akademie der Wissenschaften. 1862 wurde er in die Leopoldina, 1870 in die Göttinger Akademie der Wissenschaften, 1872 in die American Academy of Arts and Sciences und 1893 in die National Academy of Sciences gewählt.
Er gehörte 1867 zu den Gründungsmitgliedern der Deutschen Chemischen Gesellschaft zu Berlin und wurde in den Jahren 1870, 1872 und 1874 zu deren Vorstand gewählt.
Rammelsberg war seit 1859 mit Mathilde Ehrenberg verheiratet, einer Tochter des Zoologen Christian Gottfried Ehrenberg.

## Wirken
Rammelsberg gilt als Autorität auf dem Gebiet der mineralogischen Chemie und erwarb sich auch Verdienste um die Analyse. Mehrere Minerale wurden von ihm erstmals analysiert wie unter anderem Augit, Franklinit und Tephroit. Für weitere wie Magnesioferrit und Tachyhydrit gilt er als Erstbeschreiber.
Seine umfangreiche mineralogische Sammlung wurde 1879 in die Humboldt-Universität zu Berlin übernommen. 2009 wurden viele Sammlungen, darunter auch die Minerale, in das neu gegründete Museum für Naturkunde (Berlin) ausgelagert.

## Werke
- Handwörterbuch des chemischen Teils der Mineralogie (Berl. 1841, 5 Supplemente 1843–53), welches später als "Handbuch der Mineralchemie" (Leipz. 1860, 2. Aufl., das. 1875, Ergänzungsheft 1886) erschien
- Lehrbuch der Stöchiometrie und der allgemeinen theoretischen Chemie (Berl. 1842)
- Lehrbuch der chemischen Metallurgie (das. 1850, 2. Aufl., das. 1865)
- Lehrbuch der Krystallkunde oder Anfangsgründe der Krystallographie, Krystallophysik und Krystallochemie. Ein Leitfaden beim Studium der Chemie und Mineralogie (das. 1852)
- Handbuch der kristallographischen Chemie (das. 1855)
- Handbuch der kristallographisch-physikalischen Chemie (Leipz. 1881–82, 2 Bde.)
- Grundriß der Chemie (5. Aufl., Berl. 1881)
- Anfangsgründe der quantitativen mineralogischen und metallurgisch-analytischen Chemie (das. 1845)
- Leitfaden für die qualitative (7. Aufl., das. 1885) und die quantitative chemische Analyse (4. Aufl., das. 1886)
- Elemente der Kristallographie (das. 1883)
- Chemische Abhandlungen 1838–1888 (das. 1888) u. a. Vgl. "Karl Friedrich R.", Festschrift (Berl. 1887).

### Beiträge in den Annalen der Physik
- Ueber das Verhalten des Cyans zum Kadmium und über mehre Doppelcyanüre im Allgemeinen; von C.Rammelsberg
- XII. Mineralogisch-chemische Notizen über Stilpnomelan, schwefelsaure Thonerde und schwefelsaures Eisenoxyd; von C. Rammelsberg
- Ueber die Substanzen, welche mit den Namen Haarsalz und Federalaun bezeichnet wurden; von C. Rammelsberg
- Ueber die chemische Zusammensetzung des Datoliths und des Botryoliths; von C. Rammelsberg
- Ueber eine neuebasisch schwefelsaure Thonerde; von C. Rammelsberg
- Ueber die Verbindungen des Jodzinks mit alkalischen Jodüren; von C. Rammelsberg
- Ueber die Zusammensetzung des Berthierits von Bräunsdorf bei Freiberg; von C. Rammelsberg
- Ueber die einfachen und doppelten Cyanmetalle; von C. Rammelsberg
- Ueber den Boulangerit; von C. Rammelsberg
- Ueber den Chabasit und Gmelinit; von C. Rammelsberg
- Ueber die Zusammensetzung der Afterkrystalle des Augits; von C. Rammelsberg
- Ueber die chemische Zusammensetzung des Boracits, so wie diejenige der Verbindungen der Borsäure mit der Talkerde überhaupt; von C. Rammelsberg

## Ehrungen
Das Mineral Rammelsbergit ist nach ihm benannt.